# Westlife
Westlife là một boyband nhạc pop đến từ Ireland và được thành lập năm 1998, ông bầu của nhóm là Louis Walsh. Nhóm đã đạt được thành công lớn ở Anh và Ireland cũng như ở các nước khác tại Châu Âu và một số nơi như Úc, Châu Á và Châu Phi.
Westlife đã có 14 đĩa đơn đạt vị trí #1 trong bảng xếp hạng Anh (tính từ năm 1999 đến năm 2006), xếp thứ 3 trong số những nghệ sĩ và ban nhạc có nhiều đĩa đơn #1 nhất tại Anh (chỉ sau Elvis Presley và The Beatles, xếp ngang với Cliff Richard). Westlife là ban nhạc duy nhất trong lịch sử bảng xếp hạng Anh có 7 đĩa đơn liên tiếp đạt vị trí #1 và giành giải "Ghi Âm của Năm" tại Anh 4 lần. Ban nhạc đã bán được tổng cộng hơn 44 triệu album tại hơn 40 nước trong đó có hơn 12 triệu album tính riêng tại Anh, 14 lần đĩa đơn #1 tại Anh và 13 lần đĩa đơn #1 tại Ireland.
Ngày 19 tháng 10 năm 2011, 4 thành viên Westlife đột ngột tuyên bố tan rã và thông báo sẽ có một chuyến lưu diễn tạm biệt vào mùa xuân năm 2012. Đến năm 2018, nhóm này đã tái hợp và sau đó phát hành album phòng thu Spectrum (2019) và Wild Dreams (2021).

## Lịch sử

### Thành lập và những năm đầu (1997–1998)
Nhóm nhạc pop sáu người gồm Kian Egan, Mark Feehily, Shane Filan, Derrick Lacey, Graham Keighron và Michael Garrett, có tên Six as One được thành lập năm 1997, sau đó đổi tên thành IOYOU. Họ từng phát hành một đĩa đơn với tên "Together Girl Forever".

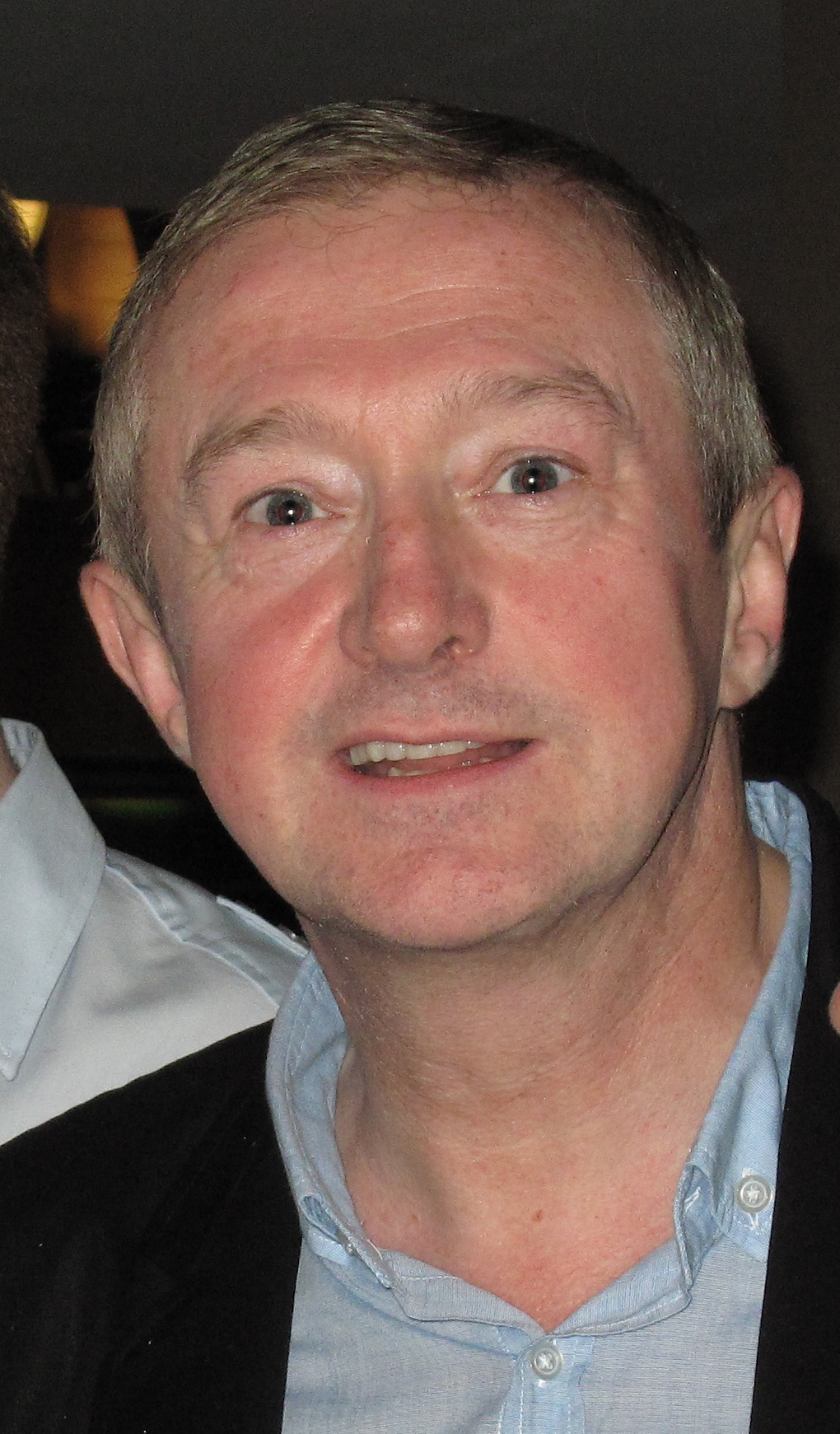
Westlife được Louis Walsh quản lí.

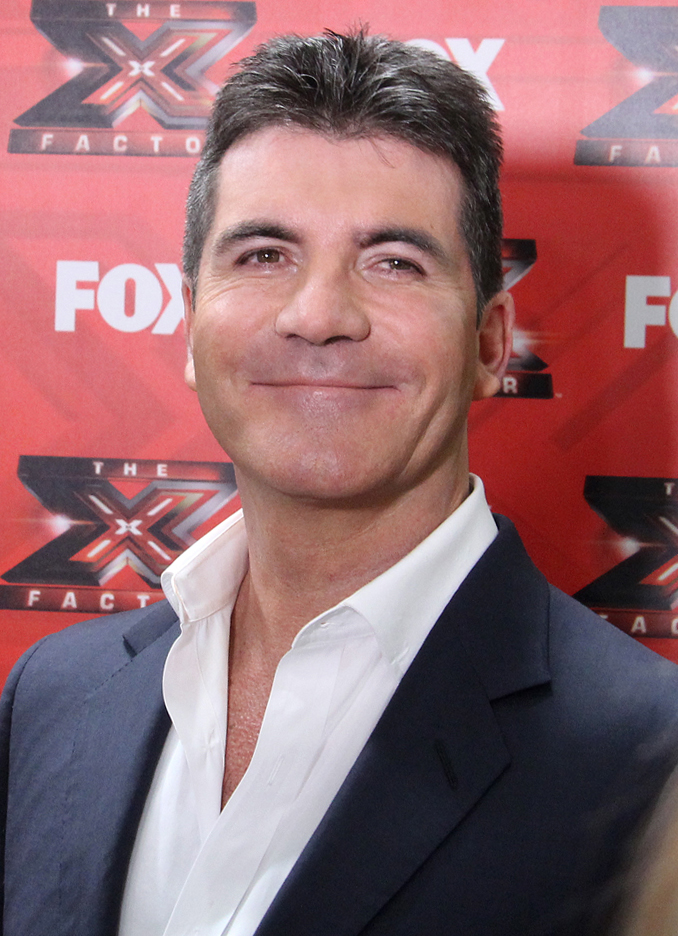
Westlife ban đầu được ký với Simon Cowell.

Sau đó mẹ của Shane đã liên hệ với Louis Walsh (ông bầu cũ của nhóm Boyzone) nhưng nhóm vẫn chưa được hãng BMG chấp nhận ký hợp đồng ghi âm nên cần phải thay đổi lại thành phần của nhóm. Kết quả là 3 thành viên đã rời nhóm, chỉ còn lại Mark, Shane và Kian. Sau đó, một cuộc tuyển chọn đã được tổ chức và Nicky, Brian đã gia nhập Westlife. Westlife được thành lập tháng 7 năm 1998 với năm thành viên: Mark Feehily, Shane Filan, Kian Egan, Nicky Byrne và Brian McFadden. Tên ban nhạc là Westlife xuất phát từ việc có 3 thành viên trong nhóm đến từ Sligo (Tây Bắc Ireland) (lúc đầu nhóm mang tên Westside nhưng do trùng với một nhóm nhạc khác nên đã đổi thành Westlife). Cựu thành viên của Boyzone, Ronan Keating, đã trở thành người đồng quản lý của nhóm cùng Louis Walsh. Lần xuất hiện đầu tiên của Westlife trước công chúng là khi nhóm hát mở màn cho tour diễn của Boyzone ở Dublin (Ireland) năm 1998.

### Westlife,Coast to CoastvàWorld of Our Own(1999–2001)
Tháng 3 năm 1999, Westlife phát hành đĩa đơn đầu tiên "Swear It Again". Đĩa đơn này nhanh chóng chiếm ngôi vị quán quân tại bảng xếp hạng Anh & Ireland. Nhóm tiếp tục đạt thành công khi liên tục có các đĩa đơn #1 trong bảng xếp hạng gồm: "If I Let You Go" (tháng 8/1999), "Flying Without Wings" (tháng 11/1999) và đĩa đơn đôi "I Have A Dream/Seasons In The Sun" (vào tuần đầu tiên của thiên niên kỷ mới). Album đầu tiên của nhóm được lấy tựa đơn giản "Westlife", phát hành vào tháng 11/1999 và cũng đạt thành công lớn khi đứng #2 trong bảng xếp hạng Anh. Đĩa đơn cuối cùng của album này là "Fool Again" (#1 tháng 4/2000).
Album tiếp theo của nhóm được phát hành tháng 11/2000 với tên gọi "Coast To Coast" và nhanh chóng đạt vị trí quán quân trên bảng xếp hạng, đồng thời cũng trở thành album bán chạy thứ tư trong năm 2000 tại Anh. Đĩa đơn đầu tiên trích từ album này là một ca khúc song ca với nữ ca sĩ Mariah Carey với tựa đề "Against All Odds" (cover của Phil Collins) và đã đạt #1 tháng 9/2000. Đĩa đơn thứ hai của album là bản ballad "My Love" (#1 cuối tháng 11/2000), đồng thời cũng đưa nhóm trở thành ban nhạc đầu tiên trong lịch sử nền ghi âm ở Anh có 7 đĩa đơn liên tiếp đạt #1. Tuy nhiên kỷ lục này đã kết thúc khi đĩa đơn thứ 8 của nhóm, "What Makes A Man", phát hành vào dịp giáng sinh năm 2000 chỉ đạt vị trí #2.
Vào năm 2001, nhóm đã thực hiện tour diễn đầu tiên vòng quanh thế giới. Tháng 9/2001, album thứ ba của Westlife được phát hành mang tên "World Of Our Own" (nhóm đồng sáng tác 8 ca khúc trong album). Album này đã đạt vị trí quán quân tại Anh và 4 đĩa đơn trích từ album cũng đều đạt thành công, gồm: "Uptown Girl" (phát hành tháng 2/2001 và đạt #1 nhưng sau đó mới được đưa và album), "Queen Of My Heart" (#1 tháng 11/2001), "World Of Our Own" (#1 tháng 2/2002) và "Bop Bop Baby" (#5 tháng 5/2002).

### Unbreakable,Turnaroundvà McFadden rời nhóm (2002–2004)

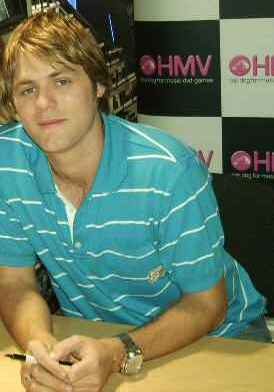
Brian McFadden rời Westlife vào tháng 3 năm 2004.

Tháng 11/2002, Westlife phát hành album "Unbreakable - The Greatest Hits Vol I" gồm toàn bộ các đĩa đơn đã phát hành và một số ca khúc mới. Album này lại một lần nữa đưa Westlife lên ngôi vị quán quân trong bảng xếp hạng Anh. Các đĩa đơn trích từ album gồm có: "Unbreakable" (#1 tháng 11/2002), "Tonight/Miss You Nights" (#3 tháng 3/2003).
"Turnaround", album thứ năm của Westlife được phát hành ngày 24 tháng 11 năm 2003 là album thứ tư liên tiếp của Westlife đạt #1 tại Anh. Album này đã sinh ra các hit gồm: "Hey Whatever" (số 4 tháng 9/2003), "Mandy" (hát lại bản của Barry Manilow, #1 tháng 11/2003), "Obvious" (#3 tháng 2/2004).
Ngày 9 tháng 3 năm 2004, Brian McFadden tuyên bố rời nhóm với lí do để dành nhiều thời gian hơn cho gia đình. McFadden's final public performance as part of Westlife was at Newcastle upon Tyne's Powerhouse nightclub on 27 February 2004. Sau đó anh bắt đầu sự nghiệp hát riêng và lấy lại cách viết tên trở lại như cũ 'Brian' (thay vì Bryan).
Sau ít hơn một tháng từ khi McFadden rời nhóm, ban nhạc bắt đầu Turnaround Tour. Một bản ghi hình của một buổi hòa nhạc từ Turnaround Tour, trực tiếp ở Stockholm, Thụy Điển, được phát hành vào tháng 11 năm 2004.

### Face to Face,Back Homevà các album hát lại (2004–2008)
Với 4 thành viên còn lại, vào tháng 11/2004, Westlife đã phát hành album thứ sáu, "Allow Us To Be Frank", với phong cách nhạc swing và jazz, gồm những ca khúc từ thập niên 1950, thập niên 1960 được cover lại của các nghệ sĩ như Frank Sinatra, Nat King Cole... Album đã vươn tới vị trí #3 tại Anh.
Ngày 24 tháng 10 năm 2005, đĩa đơn "You Raise Me Up" được phát hành và nhanh chóng đạt vị trí số một trong bảng xếp hạng Anh. Một tuần lễ sau, nhóm phát hành album thứ bảy với tựa "Face To Face". Album này lại đưa Westlife tới ngôi quán quân bảng xếp hạng, cùng thời điểm đó, "You Raise Me Up" vẫn đứng vững ở vị trí số 1, Westlife đã trở thành ban nhạc đầu tiên trong lịch sử tại Anh có đĩa đơn và album cùng đạt số một trong một tuần lễ. Các đĩa đơn còn lại trích từ album gồm: "When You Tell Me That You Love Me" (Song ca với Diana Ross, #2 tháng 12/2005), "Amazing" (#4 tháng 2/2006).

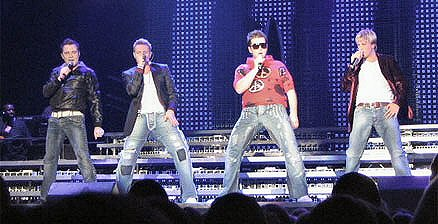
Westlife trong chuyến hòa nhạc 2006

Album thứ tám của Westlife, "The Love Album", đã được phát hành ngày 20 tháng 11 năm 2006 và ngay lập tức đạt #1 tại Anh và Ireland. Trước đó hai tuần lễ, đĩa đơn "The Rose" (phát hành ngày 6 tháng 11) cũng đã trở thành ca khúc #1 thứ 14 của Westlife tại Anh. Theo người quản lý của Westlife, nhóm chưa có dự định phát hành single thứ hai từ album mặc dù lúc đầu "Total Eclipse Of The Heart" đã được chọn.
Vào năm 2007, Westlife đã ra album thứ 9, "Back Home" với 3 single rất thành công: Home, Us against the world và Something right.
Cuối năm 2008, nhóm nhạc tiếp tục thực hiện tour diễn "10 years of Westlife" tại Croke Park Stadium kỉ niệm chặng đường 10 năm thành lập nhóm và 1 tour diễn tại St.Patrick Park vào ngày 15 tháng 3 năm 2009. Mới đây, Westlife đã xếp thứ 3 trong 5 nhóm nhạc vĩ đại nhất Anh quốc.

### Kỷ niệm 10 năm,Where We Are,vàGravity(2008–2010)

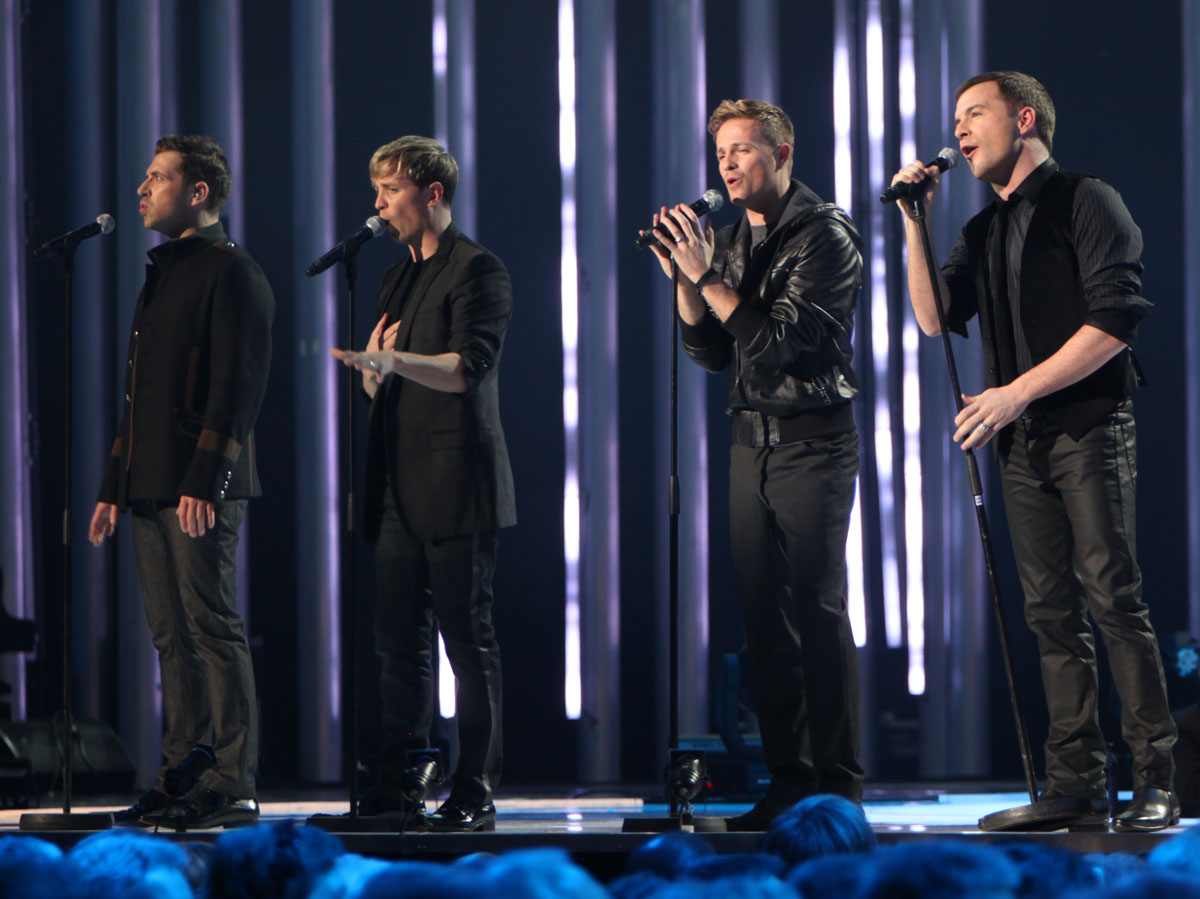
Westlife biểu diễn tại Nobel Peace Price Concert năm 2009.

Vào cuối tháng 11 năm 2009, Westlife đã phát hành album thứ 10 của họ: "Where We Are". Album đã đứng vị trí thứ 28 ở bảng xếp hạng album cuối năm ở Anh. "What About Now" (phát hành vào 10/2009) là single duy nhất được trích từ album, đứng vị trí thứ 2 ở bảng xếp hạng Irish Single Chart. Vào tháng 5 năm 2010, Westlife tổ chức Where We Are Tour, một tour diễn đi qua các nước ở châu Âu.

### Greatest Hitsvà tan rã (2011–2012)
Tháng 3 năm 2011, nhóm bắt đầu chuyến lưu diễn hòa nhạc chính thứ mười một, Gravity Tour. Chuyến hoà nhạc này đánh dấu lần đầu ban nhạc đến Oman, Namibia, Quảng Châu và Việt Nam để lưu diễn.

## Thành viên
- Shane Filan – giọng chính (Melody/1st Tenor) (1998–2012, 2018–nay)
- Mark Feehily – giọng chính (Tenor 1) (1998–2012, 2018—nay)
- Nicky Byrne – giọng phụ (Tenor 2/Baritone) (1998–2012, 2018–nay)
- Kian Egan – giọng phụ (Bass), thỉnh thoảng chơi nhạc cụ trực tiếp (1998–2012, 2018–nay)
- Brian McFadden – giọng chính (Baritone) (1998–2004)

## Danh sách đĩa nhạc
- Westlife (1999)
- Coast to Coast (2000)
- World of Our Own (2001)
- Turnaround (2003)
- ...Allow Us to Be Frank (2004)
- Face to Face (2005)
- The Love Album (2006)
- Back Home (2007)
- Where We Are (2009)
- Gravity (2010)
- Spectrum (2019)
- Wild Dreams (2021)

## Lưu diễn

### Lưu diễn hòa nhạc
Hát chính
- East Meets Westlife Tour (2000)
- Where Dreams Come True Tour (2001)
- World of Our Own Tour (2002)
- Unbreakable Tour (2003)
- Turnaround Tour (2004)
- Number Ones Tour (2005)
- Face to Face Tour (2006)
- The Love Tour (2007)
- Back Home Tour (2008)
- Where We Are Tour (2010)
- Gravity Tour (2011)
- The Greatest Hits Tour (2012)
- The Twenty Tour (2019)
- Wild Dreams Tour (2022–2024)
- With Love Tour (2024)

Hỗ trợ
- Boyzone – Where We Belong Tour (1998)

### Lưu diễn quảng bá
- 1998–2012; 2018–nay Tour Vương quốc Anh và Ireland
- 1999 Tour Châu Âu, Đông Á và Đông Nam Á
- 2000 Tour Châu Âu, Bắc Mĩ, Nam Mĩ và Châu Á[6]
- 2001, 2002 Tour Châu Âu, Hàn Quốc, Mexico và Mĩ
- 2003 Tour Châu Âu, Hồng Kông, Nhật Bản và Malaysia
- 2005, 2006 Tour Châu Âu, Đài Loan
- 2007 Tour Úc
- 2009 Tour Thụy Điển[7]
- 2019 Tour Singapore, Indonesia, Trung Quốc, Thụy Điển[8]